# 克特·佐内曼
克特·佐内曼（德語：Käthe Sohnemann，1913年5月6日—1997年10月15日），德国女子竞技体操运动员。她曾代表德国参加1936年夏季奥林匹克运动会体操比赛，获得女子团体全能金牌。